# Джон Клаузер
Джон Френсіс Клаузер ([ˈklaʊzər]; (1 грудня 1942 , Пасадіна, Каліфорнія ) — американський фізик-теоретик і експериментатор, відомий своїм внеском в основи квантової механіки, зокрема нерівності Клаузера–Горна–Шімоні–Голта. Здобув одну третину Нобелівської премії з фізики 2022 року разом з Аленом Аспе та Антоном Цайлінґером «за експерименти із заплутаними фотонами, встановлення порушення нерівностей Белла та новаторство квантової інформаційної науки».

## Життєпис
Клаузер народився 1942 року в Пасадіні в Каліфорнії (США). Отримав ступінь бакалавра з фізики в Каліфорнійському технологічному інституті в 1964 році. У 1966 році він отримав ступінь магістра з фізики та ступінь доктора філософії та в 1969 році з фізики в Колумбійському університеті . 
З 1969 по 1996 рік працював переважно в Національній лабораторії Лоуренса Берклі, Ліверморській національній лабораторії Лоуренса та Каліфорнійському університеті в Берклі. У 1972 році, працюючи зі Стюартом Фрідманом, він провів першу експериментальну перевірку передбачень теореми CHSH-Белла. Це було перше експериментальне спостереження порушення нерівності Белла.
У 1974 році, працюючи з Майклом Горні, він вперше показав, що узагальнення теореми Белла накладає суворі обмеження для всіх локальних реалістичних теорій природи або об’єктивних локальних теорій. Він також увів «припущення про відсутність покращення нерівності Клаузера-Горна (CH)», після чого нерівність CH зводиться до нерівності CHSH, і після цього пов’язані експериментальні тести також обмежують локальний реалізм. У 1976 році він провів другу в світі експериментальну перевірку передбачень теореми CHSH-Белла.

## Нагороди та визнання
- 2010 - премія Вольфа з фізики (разом з Аленом Аспе та Антоном Цайлінґером).
- 2011 - Clarivate Citation Laureates (разом з Аленом Аспе, Антоном Цайлінґером, Елі Яблоновічем, Саджів Джоном та Хідео Оно).
- 2022 - (разом з Аленом Аспе та Антоном Цайлінґером).